# تونی آزودو
تونی آزودو (انگلیسی: Tony Azevedo؛ زادهٔ november ۲۱, ۱۹۸۱ (۴۳ سال)) ورزشکار واترپلو اهل ایالات متحده آمریکا است.
وی در مسابقات کشوری و بین‌المللی در مجموع برندهٔ ۵ مدال طلا، ۱ مدال نقره، ۱ مدال برنز شده‌است.